# Södra Itjarbergstjärnen
Södra Itjarbergstjärnen är en sjö i Falu kommun i Dalarna och ingår i Dalälvens huvudavrinningsområde.